# Abdelouahab Maïche
 (janvier 2021).
Abdelouahab Maïche (en arabe : عبد الوهاب معيش) est un footballeur international algérien né le 30 novembre 1959 à Sétif en Algérie et mort le 26 septembre 2020. Il évoluait au poste de milieu défensif,

## Biographie

### En club
Abdelouahab Maïche évolue en Algérie, en Belgique et en Libye.
Il évolue notamment pendant dix saisons avec le club du NA Hussein Dey.
Avec cette équipe, il remporte une Coupe d'Algérie. Il atteint avec le HAHD la finale de la Coupe d'Afrique des vainqueurs de coupe en 1978, puis la demi-finale de cette même compétition en 1980,.

### En équipe nationale
Abdelouahab Maïche reçoit vingt-deux sélections en équipe d'Algérie entre 1983 et 1990. Il joue son premier match en équipe nationale le 28 mai 1983, contre l'Ouganda (victoire 4-1). Il joue son dernier match le 30 juillet 1989, contre le Qatar (nul 1-1). Toutefois, certaines sources mentionnent seulement 19 sélections au lieu de 22.
Il participe avec la sélection algérienne à la Coupes d'Afrique des nations en 1988. Lors de cette compétition organisée au Maroc, il joue deux matchs : tout d'abord en phase de groupe contre le Zaïre, puis en demi-finale contre le Nigeria. L'Algérie se classe troisième du tournoi.

## Palmarès
| NA Hussein Dey \| - Championnat d'Algérie : - Vice-champion : 1981-82. - Coupe d'Algérie (1) : - Vainqueur : 1978-79. - Finaliste : 1981-82. \| \| - Coupe d'Afrique des vainqueurs de coupe : - Finaliste : 1978. \| |  | MC Alger - Championnat d'Algérie : - Vice-champion : 1988-89.   |
| - Championnat d'Algérie : - Vice-champion : 1981-82. - Coupe d'Algérie (1) : - Vainqueur : 1978-79. - Finaliste : 1981-82.                                                                                            |  | - Coupe d'Afrique des vainqueurs de coupe : - Finaliste : 1978. |